# Cabestany
Cabestany är en kommun i departementet Pyrénées-Orientales i regionen Occitanien i södra Frankrike. Kommunen ligger i kantonen Perpignan 3e Canton som tillhör arrondissementet Perpignan. År 2022 hade Cabestany 10 414 invånare.

## Administration

### Borgmästare
| Borgmästare            | Ämbetsperiod |
| ---------------------- | ------------ |
| Mare Beille            | ?-06/1815    |
| Jean Berga             | 06/1815-1825 |
| Antoine Meunier        | 1825-1831    |
| Augustin Oriola        | 1831-1834    |
| Pierre Berga           | 1834-1837    |
| Joseph Sabardeil       | 1837-1848    |
| Joseph Gely            | 1848-1848    |
| Louis Sabardeil        | 1848-1852    |
| Joseph Pons            | 1852-1855    |
| Victor Battle          | 1855-1868    |
| Michel Fort            | 1868-?       |
| Jean Camo              | 1870-1874    |
| Louis Sabardeil        | 1874-1876    |
| Pierre Pastor          | 1876-1878    |
| Jean Nogues            | 1878-1881    |
| Joseph Cavaille        | 1881-1882    |
| Emmanuel Pairi         | 1882-1883    |
| François Badie         | 1883-1884    |
| Théodore Carrere       | 1884-1886    |
| Étienne Casadamont     | 1886-1893    |
| Jean Fort              | 1893-1909    |
| Jacques Comignan       | 1909-1912    |
| François Sagui Escudie | 1912-1921    |
| François Pomarede      | 1921-1924    |
|                        |              |
| Jean Vila              | 1977-        |

## Befolkningsutveckling
Antalet invånare i kommunen Cabestany
| Referens: INSEE |